# 星野紗一
星野 紗一（ほしの さいち、1921年（大正10年）10月31日 - 2006年6月22日）は、日本の俳人。夫人は俳人の星野明世（本名 明子）。元現代俳句協会顧問。

## 来歴
埼玉県浦和市（現・さいたま市）に生まれる。1933年（昭和8年）父の星野茅村や『水明』の長谷川かな女のもとで俳句を始める。1942年（昭和17年）拓殖大学を繰上げ卒業し、甲府連隊に入隊。
1946年（昭和21年）『七星会』を創刊。1955年（昭和30年）『水明』編集委員、1969年（昭和44年）『水明』運営委員、編集長。1973年（昭和48年）『水明』2代目主宰の長谷川秋子の急逝により、3代目主宰に就任。1975年（昭和50年）現代俳句協会会員、のち幹事を務めた。
2006年（平成18年） 「水明」主宰を弟の星野光二に譲り、名誉主宰となる。同年6月22日、心不全のため死去。享年84歳。

## 主な作品

### 句集
- 「ねばりひき」
- 「木の鍵」
- 「鹿の虹」
- 「置筏」他

### 随筆集
- 「続木の鍵」
- 「柿の木」